# Salman Rušdi
Ser Ahmed Salman Rušdi (engl. Sir Ahmed Salman Rushdie; Bombaj, 19. jun 1947) jeste angloindijski romanopisac i esejista. Njegov prepoznatljivi književni stil kritičari najčešće nazivaju magičnim realizmom. Povezanosti, rascepi i migracije između Istoka i Zapada predstavljaju preovlađujuću temu njegovog stvaralaštva. Kako zbog svojih književnih dostignuća, tako i zbog brojnih kontroverzi i skandala koji ga prate, predstavlja jednog od najznačajnijih pisaca 20. veka.

## Biografija
Rođen je u muslimanskoj porodici srednje klase u Bombaju (današnji Mumbaj). Kao jedini sin uglednog poslovnog čoveka i učiteljice školovao se najpre u Bombaju, a potom u Engleskoj na Kraljevom koledžu u Kembridžu, gde je diplomirao na odseku za istoriju 1968. godine. Za vreme rata između Indije i Pakistana, njegova porodica se seli u Pakistan. Po završetku studija jedno vreme radi na televiziji u Pakistanu, a zatim odlazi u London, gde se bavi glumom i marketingom i uporedo objavljuje svoj prvi roman Grimus (1975) koji prolazi prilično nezapaženo kod čitalačke publike i kritičara.
Roman Deca ponoći (1981), alegorijska priča o rođenju moderne Indijske nacije, donosi mu popularnost svetskih razmera i Bukerovu nagradu za najbolji roman u oblasti fantastike te godine. Rušdijev treći roman, Sramota (1983), bajkovita priča o istoriji jedne pakistanske porodice, predstavlja snažnu kritiku političkih previranja u tadašnjem Pakistanu.
Godine 1988. objavljuje svoj četvrti roman, Satanski stihovi, koji izaziva snažan talas protesta i demonstracija u muslimanskom svetu zbog, po njihovom shvatanju, uvredljivog opisa proroka Muhameda, koji je predstavljen kao običan čovek od krvi i mesa. Iranski verski vođa Ruholah Homeini izriče 14. februara 1989. godine fatvu (smrtna presuda) za Salmana Ruždija i obećava nagradu od četiri miliona dolara za njegove ubice. Suočen sa pretnjama smrću i fatvom, Ruždi se skriva gotovo čitavu deceniju uz pomoć britanske vlade i policije, pojavljujući se samo sporadično u javnosti. 1998. godine tadašnji predsednik Irana Muhamed Hatami povukao fatvu i najavljuje uspostavljanje diplomatskih odnosa između Velike Britanije i Pakistana. Međutim i danas se mogu čuti zagovornici teze da se islamski verski zakoni ne mogu menjati i da je fatva za Salmana Rušdija i dalje na snazi. Uprkos svemu ovaj pisac ostaje sekularista i snažan kritičar islamskog fundamentalizma, neprestano ukazujući na pogubnost svake, a naročito verske isključivosti. Time u javnosti postaje svojevrstan simbol odbrane slobode govora i izražavanja.
Salman Rušdi nastavlja da piše i objavljuje knjige. Godine 1990. izlazi iz štampe knjiga za decu Harun i more priča. Sledi zbirka eseja Imaginary Homelands: Esseys and Criticsm 1981−1991 (1991). Knjiga kratkih priča Istok, zapad (1994) je sasvim drukčija. Ona je pokušaj da se kroz devet priča razume Istok i opravda Zapad. Za kratkim pričama sledi roman Mavrov poslednji uzdah (1995). Knjiga Tlo pod njenim nogama (1999) predstavlja svojevrsnu alternativnu istoriju moderne rok muzike, a piše i pesmu istog naziva zajedno sa pevačem grupe U-2 Bonom Voksom. U svoja dva poslednja romana Bes (2001) i Shalimar the Clown (2005) intenzivno se bavi problemom terorizma.
Salman Rušdi je dobitnik mnogih nagrada i priznanja za svoje stvaralaštvo uključujući i „Austrian State Prize for European Literature“ (1993) i „Aristeion Literary Prize“ (1996).
Radi kao počasni profesor na Institutu za tehnologiju u Masačusetsu. Član je „Royal Society of Literature“. Bio je predsednik „PEN American Center“ organizacije od 2004. do 2007. godine.
Kraljica Elizabeta II na službenoj proslavi povodom svog 81 rođendana u junu 2007. godine odlikovala je Salmana Rušdija titulom viteza, najvišim odlikovanjem britanske krune.

## Književni stil
Salman Rušdi je najznačajniji postkolonijalni pisac prve generacije čije je stvaralaštvo, u literarnom smislu, oformilo čitave generacije indijskih pisaca koji pišu na engleskom jeziku. Inspiraciju za svoja dela pronalazi u indijskoj tradiciji, kulturi i mitologiji, ali njegov književni stil ima snažno uporište u evropskoj prozi. Sam Rušdi kaže da sebe ne smatra indijskim piscem i da su presudan uticaj na njega izvršili evropski pisci poput Migela Servantesa, Nikolaja Gogolja, Čarlsa Dikensa, Mihaila Bulgakova i Gintera Grasa. Njegova dela pripadaju magičnom realizmu, koji je karakterističan za mnoge anglosaksonske pisce.
Salman Rušdi piše raskošnim, iracionalnim, humorističnim stilom prepunim metafora. Svojom izuzetnom pripovedačkom tehnikom vešto prepliće perspektive posmatrača, učesnika u događaju i samog pripovedača. Koristi lajtmotive i flešbekove gradeći tako jedan potpuno nelinearan, magičan svet u kome se prepliću realno i fantastično, tragično i komično. Njegovi likovi su snažno osmišljeni, upečatljivi, tragikomični antiheroji. U njegovim delima prepliću se dimenzije bajke i politički angažovane literature.

## Zanimljivosti
Rušdi je podržao svog prijatelja, nemačkog pisca i dobitnika Nobelove nagrade Gintera Grasa kada je posle šezdeset godina ćutanja priznao da je kao mladić bio član zloglasne nacističke SS jedinice. „Gras je proveo čitav život kritikujući ideje koje je podržao kao mladić i to je samo po sebi hrabro. On je moj prijatelji to će i ostati“, izjavio je Rušdi.
U londonskom teatru Barbikan je izvedena pozorišna predstava „Deca ponoći“ po Rušdijevom romanu. Prvobitni scenario Rušdi je napisao za televizijsku kuću BBC, ali su Indija i Šri Lanka, strahujući od moguće odmazde zbog fatve, naknadno povukle dozvole za snimanje filma u svojim zemljama.
U filmu Dnevnik Bridžit Džouns Rušdi je u jednoj sceni „glumio“ sam sebe.

## Dela
- Grimus (1975)
- The Midnight‘s Children (1981)
- Shame (1983)
- The Jaguar Smile: a Nicaraquan Journey (1987)
- Сатански стихови (1988)
- Haroun and the Sea of Stories (1990)
- In Good Faith (1990)
- Imaginary Homelands: Esseys and Critisism 1981−1991 (1991)
- The Wizard of Oz (1992)
- East, West (1994)
- The Moor‘s Last Sight (1995)
- The Ground Beneath Her Feet (1999)
- Fury (2001)
- Step Across this Line: Collected Non−fiction 1992−2002 (2002)
- Shalimar the Clown (2005)
- Careless Masters (2007)
- Parallelville (2007)
- Enchantress of Florence (2008)
- Luka and the Fire of Life (2010)
- Two Years Eight Months and Twenty-Eight Nights (2015)
- The Golden House (2017)[8]
- Quichotte (2019)[9]

### Kolekcije
- East, West (1994)
- Mirrorwork: 50 Years of Indian Writing 1947–1997 (1997, Editor, with Elizabeth West)
- The Best American Short Stories (2008, Guest Editor)

### Dečje knjige
- Haroun and the Sea of Stories (1990)[10]
- Luka and the Fire of Life (2010)

### Eseji i nonfikcija
- The Jaguar Smile: A Nicaraguan Journey (1987)
- In Good Faith, Granta Books (1990)
- Imaginary Homelands: Essays and Criticism, 1981–1991 (1992)
- The Wizard of Oz: BFI Film Classics, British Film Institute (1992)
- Mohandas Gandhi, Time (13 April 1998)[11]
- Imagine There Is No Heaven (Extract from Letters to the Six Billionth World Citizen, published in English by Uitgeverij Podium, Amsterdam)[12]
- Step Across This Line: Collected Nonfiction 1992–2002 (2002)[13]
- The East Is Blue (2004)[14]
- "A fine pickle", The Guardian (28 February 2009)[15]
- In the South, Booktrack (7 February 2012)
- Joseph Anton: A Memoir (2012)
- Languages of Truth: Essays 2003–2020 (2021)[16]

## Dela objavljena na srpskom jeziku
- Deca ponoći, BIGZ, (1986, 1987, 1989), "Dereta" (2008)
- Satanski stihovi, Prosveta, (1989, 1991), "Feniks Libris" (2009)
- Harun i more priča, Prosveta, (1991)
- Istok, Zapad, Geopoetika, (1995)
- Mavrov poslednji uzdah, Narodna knjiga, (1997)
- Bes, Narodna knjiga, (2001)
- Sramota, Narodna knjiga, (2002)
- Tlo pod njenim nogama, Plato, (2003)
- Grimus, Narodna knjiga, (2004)
- Klovn Šalimar, Narodna Knjiga, (2007)
- Čarobnica iz Firence, Alnari, (2009)
- Luka i vatra života, Alnari, (2011)
- Grad pobede, Laguna, (2024)[17]

## Spoljašnje veze
- Contemporarywriters
- O najpoznatijim delima Salmana Rušdija
- Postcolonialweb
- Titula viteza
- Naši kritičari o Rušdiju
- Rušdi o terorizmu
- Salman Ruždi favorit za Nobelovu nagradu za književnost (B92, 6. oktobar 2022)